# Kochiana fukushimae
Espèce
Kochiana fukushimae est une espèce d'araignées mygalomorphes de la famille des Theraphosidae.

## Distribution
Cette espèce est endémique du Sergipe au Brésil,. Elle se rencontre vers Areia Branca.

## Description
Le mâle holotype mesure 30,3 mm et la femelle paratype 37,08 mm.

## Systématique et taxinomie
Cette espèce a été décrite par Moeller, Galleti-Lima et Guadanucci en 2024.

## Étymologie
Cette espèce est nommée en l'honneur de Caroline Sayuri Fukushima.

## Publications originales
- Moeller, Galleti-Lima & Guadanucci, 2024 : « New species of tarantulas from Brazil and notes on the Hapalopini tribe (Araneae, Theraphosidae, Theraphosinae). » European Journal of Taxonomy, vol. 947, p. 53-87 (texte intégral).